# Hannah Gordon
Hannah Cambell Grant Gordon  (ook wel bekend als Hannah Warwick) ( Edinburgh,  9 april 1941) is een Schotse actrice, bekend door haar rollen in  Upstairs, Downstairs , Telford's Wise, My Woman Next Door en een optreden in de laatste episode van One Foot in the Grave.
Zij is de dochter van Hannah en William Munro Gordon. Ze studeerde drama aan de Royal Scottish Academy of Music and Drama in Glasgow en na haar afstuderen bracht zij een jaar door in Dundee. Kort daarna ging Gordon  aan het werk in Londen met de start van televisie optredens in het midden van de zestiger jaren in programma's zoals  Out of the Unknown, The Wednesday Play, David Copperfield en Thirty-Minute Theatre.
In 1966-67 speelde Gordon Kirsty in the Doctor Who-serie The Highlanders en in 1969 in Jackanory.  In 1967 verscheen zij in het toneelstuk Spring and Port Wine en in 1970 in dezelfde rol in de filmversie. In 1972 had Hannah Gordon haar eerste hoofdrol samen met John Alderton in  My Wife Next Door. 
In 1979 trad zij op in Telford's Change en zij trad ook op in Play for Today, The Persuaders! en in de The Morecambe & Wise Show.  
In haar huwelijk met cameraman Norman Warwick kreeg zij een zoon Ben. Haar eerste optreden daarna was als Virginia Hamilton, die later Lord Bellamy trouwde, in de vierde en vijfde reeks van de serie Upstairs, Downstairs. 
In de jaren 1980 trad zij met Peter Egan op. In 1980 verscheen zij in de film The Elephant Man en in 1981 in Miss Morrison's Ghosts (met Wendy Hiller). Meer recent verscheen ze op televisie in Goodbye, Mr Kent, My family and other Animals, Taggart en Jonathan Creek. Sinds 2000 heeft zij gastoptredens gehad in Midsomer Murders, Monarch of the Glen en Heartbeat. In 2000 speelde Gordon Glynis, de vrouw die Victor Meldrew doodrijdt in de laatste aflevering van de serie One Foot in the Grave. Ze speelde ook in de kerstafleveringen van BBC Scotland in River City, als hoteleigenares Rose, die Archie Buchanan had gered van een klif en daardoor zijn geheugen verliest. 
Ze acteerde in de laatste aflevering van reeks 7 van de BBC-serie Hustle, waar ze een oude vlam speelt van Albert. Deze aflevering werd uitgezonden op vrijdag 18 februari 2011.
- Biblioteca Nacional de España: XX4886206
- Bibliothèque nationale de France: cb14067226w (data)
- CiNii: DA14615874
- International Standard Name Identifier: 0000 0003 8349 5215
- Library of Congress Control Number: n97058290
- MusicBrainz: d1a67ada-02cd-4aaa-96fe-91b924606d4b
- Nationale Bibliotheek van Israël: 987007353086405171
- SNAC: w6fn43hw
- Trove: 1214127
- Virtual International Authority File: 268519452
- WorldCat: E39PBJhCGrjRQQ7ywRPtPCfrMP